# Elvenking
Elvenking – folkowo-powermetalowy zespół z Sycylii, Włochy. Do 2017 roku wydali jedno demo i dziewięć pełnometrażowych albumów studyjnych. Muzyka Elvenking czerpie inspirację z bardzo różnych gatunków, takich jak metal, folk, hard rock, pop, prog i muzyka klasyczna.

## Muzycy
Obecny skład zespołu
- Fedrico "Aydan" Baston – gitara (1997- Obecnie)
- Davide "Damnagoras" Moras – wokalista (1998-2002, 2004-Obecnie)
- Matt "Headmatt" - gitara (2019-Obecnie)
- Fabio "Lethien" Polo – skrzypce (2009-Obecnie)
- Alessandro "Jakob" Jacobi – bass (2012-Obecnie)
- Simone "Symohn" Morettin - perkusja (od 2011- 2016 i 2022- obecnie)

Członkowie zespołu w zawieszeniu
- Raffaello "Rafahel" Indri - gitara (2009-2022)

Byli członkowie zespołu
- Kleid - śpiew (2002-2004)
- Jarpen - gitara, śpiew (1997-2005)
- Sargon - gitara basowa (1997-1999)
- Francesco Anselmi - perkusja (1997-1998)
- Diego Lucchese - perkusja (1998)
- Zender - perkusja (1998-2011)
- Gorlan - gitara basowa (od 2000 - 2011)
- Marco "Lancs" Lanciotti - perkusja (2017-Obecnie)

## Dyskografia

### Album
- To Oak Woods Bestowed (2000, demo)
- Heathenreel (23 lipca 2001)[2]
- Wyrd (19 kwietnia 2004)[3]
- The Winter Wake (27 stycznia 2006)[4]
- The Scythe (14 września 2007)[5]
- Two Tragedy Poets (...and a Caravan of Weird Figures) (14 listopada 2008)[6]
- Red Silent Tides (17 września 2010)[7]
- Era (14 września 2012)
- The Pagan Manifesto (9 maja 2014)
- Secrets Of The Magick Grimoire (2017)
- Reader of the Runes – Divination (2019)
- Reader of the Runes – Rapture (2023)

### Single/Teledyski
- The Divided Heart - 2007
- The Cabal - 2010
- Your Heroes Are Dead - 2011
- Poor Little Baroness (Lyric Video) - 2012
- The Loser - 2012
- Elvenlegions - 2014
- The Solitare (Lyric Video) - 2015
- Draugen's Maelstrom (Lyric Video) - 2017
- Invoking The Woodland Spirit - 2017